# Pallavolo ai XXXI Giochi mondiali universitari estivi - Torneo maschile
Il  torneo maschile di pallavolo ai XXXI Giochi mondiali universitari estivi si è svolto dal 29 luglio al 7 agosto 2023 a Chengdu in Cina, durante i XXXI Giochi mondiali universitari estivi: al torneo hanno partecipato sedici squadre nazionali e la vittoria finale è andata per la terza volta, la seconda consecutiva, all'Italia.

## Impianti
|                                                                                   |                                                                                |                                                                       |
|                                                                                   |                                                                                |                                                                       |
| Chengdu University Gymnasium Città: Chengdu Capienza: 2 200 Anno d'apertura: 2000 | Guanghua Campus Gymnasium Città: Chengdu Capienza: 2 600 Anno d'apertura: 2000 | Hongyi Gymnasium Città: Chengdu Capienza: 2 400 Anno d'apertura: 2015 |

|                                                                                 |                                                                            |  |
|                                                                                 |                                                                            |  |
| Xihua University Gymnasium Città: Chengdu Capienza: 1 620 Anno d'apertura: 2000 | Xipu Campus Gymnasium Città: Chengdu Capienza: 5 400 Anno d'apertura: 2009 |  |

## Regolamento

### Formula
Le squadre hanno disputato una prima fase a gironi con formula del girone all'italiana; al termine della prima fase:
- Le prime due classificate di ogni girone hanno acceduto alla fase finale per il primo posto, strutturata in quarti di finale, semifinali, finale per il terzo posto e finale;
- Le quattro eliminate ai quarti di finale della fase finale per il primo posto hanno acceduto alla fase finale per il quinto posto, strutturata in semifinali, finale per il settimo posto e finale per il quinto posto;
- La terza e la quarta classificata di ogni girone hanno acceduto alla fase finale per il nono posto, strutturata in quarti di finale, semifinali, finale per l'undicesimo posto e finale per il nono posto;
- Le quattro eliminate ai quarti di finale della fase finale per il nono posto hanno acceduto alla fase finale per il tredicesimo posto, strutturata in semifinali, finale per il quindicesimo posto e finale per il tredicesimo posto.

### Criteri di classifica
Se il risultato finale è stato di 3-0 o 3-1 sono stati assegnati 3 punti alla squadra vincente e 0 a quella sconfitta, se il risultato finale è stato di 3-2 sono stati assegnati 2 punti alla squadra vincente e 1 a quella sconfitta.
L'ordine del posizionamento in classifica è stato definito in base a:
- Numero di partite vinte;
- Punti;
- Ratio dei set vinti/persi;
- Ratio dei punti realizzati/subiti;
- Risultati degli scontri diretti.

## Squadre partecipanti
| Squadra       | Qualificazione                              | Ultima partecipazione |
| ------------- | ------------------------------------------- | --------------------- |
| Argentina     | Wild card                                   | Napoli 2019           |
| Azerbaigian   | Wild card                                   | ?                     |
| Brasile       | Wild card                                   | Napoli 2019           |
| Cina          | Paese organizzatore                         | Napoli 2019           |
| Corea del Sud | Wild card                                   | Napoli 2019           |
| Germania      | Paese organizzatore della prossima edizione | Belgrado 2009         |
| Giappone      | 5ª alla XXX Universiade                     | Napoli 2019           |
| Hong Kong     | Wild card                                   | Napoli 2019           |
| India         | Wild card                                   | ?                     |
| Iran          | Wild card                                   | Napoli 2019           |
| Italia        | 1ª alla XXX Universiade                     | Napoli 2019           |
| Polonia       | 2ª alla XXX Universiade                     | Napoli 2019           |
| Portogallo    | 8ª alla XXX Universiade                     | Napoli 2019           |
| Rep. Ceca     | 6ª alla XXX Universiade                     | Napoli 2019           |
| Taipei cinese | 7ª alla XXX Universiade                     | Napoli 2019           |
| Ucraina       | Wild card                                   | Napoli 2019           |

## Torneo

### Fase a gironi
| Girone A      | Girone B  | Girone C    | Girone D      |
| ------------- | --------- | ----------- | ------------- |
| Corea del Sud | Argentina | Azerbaigian | Brasile       |
| Hong Kong     | India     | Cina        | Germania      |
| Polonia       | Iran      | Giappone    | Italia        |
| Portogallo    | Rep. Ceca | Ucraina     | Taipei cinese |

#### Girone A

##### Risultati
| 29 luglio 2023 Chengdu University, Chengdu Durata: 1h:13 - Spettatori: 0   | Corea del Sud | 3 - 0 | Hong Kong     | 25-13, 25-19, 25-12        |
| 29 luglio 2023 Xipu Campus, Chengdu Durata: 1h:15 - Spettatori: 1 167      | Portogallo    | 0 - 3 | Polonia       | 12-25, 15-25, 20-25        |
| 31 luglio 2023 Hongyi Gymnasium, Chengdu Durata: 1h:45 - Spettatori: 1 000 | Portogallo    | 3 - 1 | Corea del Sud | 19-25, 25-22, 25-22, 27-25 |
| 31 luglio 2023 Guanghua Campus, Chengdu Durata: 1h:09 - Spettatori: 1 400  | Polonia       | 3 - 0 | Hong Kong     | 25-11, 25-19, 25-14        |
| 2 agosto 2023 Hongyi Gymnasium, Chengdu Durata: 1h:14 - Spettatori: 1 300  | Corea del Sud | 0 - 3 | Polonia       | 17-25, 15-25, 21-25        |
| 2 agosto 2023 Xihua University, Chengdu Durata: 1h:31 - Spettatori: 726    | Portogallo    | 3 - 0 | Hong Kong     | 25-22, 29-27, 25-19        |

##### Classifica
| Pos. | Squadra       | Pt | G | V | P | SV | SP | Ratio | PF  | PS  | Ratio |
| ---- | ------------- | -- | - | - | - | -- | -- | ----- | --- | --- | ----- |
| 1.   | Polonia       | 9  | 3 | 3 | 0 | 9  | 0  | MAX   | 225 | 144 | 1,562 |
| 2.   | Portogallo    | 6  | 3 | 2 | 1 | 6  | 4  | 1,500 | 222 | 237 | 0,937 |
| 3.   | Corea del Sud | 3  | 3 | 1 | 2 | 4  | 6  | 0,667 | 222 | 215 | 1,033 |
| 4.   | Hong Kong     | 0  | 3 | 0 | 3 | 0  | 9  | 0,000 | 156 | 229 | 0,681 |

      Qualificata ai quarti di finale.
      Qualificata alle finali per il 9º posto.

#### Girone B

##### Risultati
| 29 luglio 2023 Guanghua Campus, Chengdu Durata: 2h:32 - Spettatori: 1 600  | Rep. Ceca | 3 - 2 | Iran      | 17-25, 25-22, 19-25, 25-23, 15-13 |
| 29 luglio 2023 Chengdu University, Chengdu Durata: 1h:25 - Spettatori: 590 | Argentina | 3 - 0 | India     | 25-19, 27-25, 25-19               |
| 31 luglio 2023 Xihua University, Chengdu Durata: 1h:10 - Spettatori: 622   | Iran      | 3 - 0 | India     | 25-19, 25-16, 25-18               |
| 31 luglio 2023 Guanghua Campus, Chengdu Durata: 1h:17 - Spettatori: 1 000  | Rep. Ceca | 0 - 3 | Argentina | 16-25, 18-25, 18-25               |
| 2 agosto 2023 Xipu Campus, Chengdu Durata: 1h:46 - Spettatori: 1 600       | Argentina | 3 - 0 | Iran      | 25-19, 44-42, 25-19               |
| 2 agosto 2023 Guanghua Campus, Chengdu Durata: 1h:31 - Spettatori: 1 500   | Rep. Ceca | 1 - 3 | India     | 17-25, 25-18, 15-25, 17-25        |

##### Classifica
| Pos. | Squadra   | Pt | G | V | P | SV | SP | Ratio | PF  | PS  | Ratio |
| ---- | --------- | -- | - | - | - | -- | -- | ----- | --- | --- | ----- |
| 1.   | Argentina | 9  | 3 | 3 | 0 | 9  | 0  | MAX   | 246 | 195 | 1,262 |
| 2.   | Iran      | 4  | 3 | 1 | 2 | 5  | 6  | 0,833 | 263 | 248 | 1,060 |
| 3.   | India     | 3  | 3 | 1 | 2 | 3  | 7  | 0,429 | 209 | 226 | 0,925 |
| 4.   | Rep. Ceca | 2  | 3 | 1 | 2 | 4  | 8  | 0,500 | 227 | 276 | 0,822 |

      Qualificata ai quarti di finale.
      Qualificata alle finali per il 9º posto.

#### Girone C

##### Risultati
| 29 luglio 2023 Xipu Campus, Chengdu Durata: 1h:26 - Spettatori: 1 516     | Giappone    | 0 - 3 | Cina        | 33-35, 19-25, 23-25        |
| 29 luglio 2023 Guanghua Campus, Chengdu Durata: 1h:21 - Spettatori: 1 200 | Azerbaigian | 0 - 3 | Ucraina     | 21-25, 20-25, 21-25        |
| 31 luglio 2023 Hongyi Gymnasium, Chengdu Durata: 1h:04 - Spettatori: 750  | Giappone    | 3 - 0 | Azerbaigian | 25-17, 25-14, 25-18        |
| 31 luglio 2023 Guanghua Campus, Chengdu Durata: 1h:06 - Spettatori: 1 152 | Cina        | 3 - 0 | Ucraina     | 25-20, 25-18, 25-9         |
| 2 agosto 2023 Guanghua Campus, Chengdu Durata: 1h:43 - Spettatori: 1 440  | Giappone    | 1 - 3 | Ucraina     | 23-25, 25-20, 20-25, 20-25 |
| 2 agosto 2023 Chengdu University, Chengdu Durata: 1h:09 - Spettatori: 860 | Azerbaigian | 0 - 3 | Cina        | 17-25, 20-25, 19-25        |

##### Classifica
| Pos. | Squadra     | Pt | G | V | P | SV | SP | Ratio | PF  | PS  | Ratio |
| ---- | ----------- | -- | - | - | - | -- | -- | ----- | --- | --- | ----- |
| 1.   | Cina        | 9  | 3 | 3 | 0 | 9  | 0  | MAX   | 235 | 178 | 1,320 |
| 2.   | Ucraina     | 6  | 3 | 2 | 1 | 6  | 4  | 1,500 | 217 | 225 | 0,964 |
| 3.   | Giappone    | 3  | 3 | 1 | 2 | 4  | 6  | 0,667 | 238 | 229 | 1,039 |
| 4.   | Azerbaigian | 0  | 3 | 0 | 3 | 0  | 9  | 0,000 | 167 | 225 | 0,742 |

      Qualificata ai quarti di finale.
      Qualificata alle finali per il 9º posto.

#### Girone D

##### Risultati
| 29 luglio 2023 Xihua University, Chengdu Durata: 1h:10 - Spettatori: 541   | Italia   | 3 - 0 | Taipei cinese | 25-15, 25-13, 25-16               |
| 29 luglio 2023 Hongyi Gymnasium, Chengdu Durata: 1h:36 - Spettatori: 1 500 | Germania | 3 - 0 | Brasile       | 32-30, 25-20, 25-20               |
| 31 luglio 2023 Hongyi Gymnasium, Chengdu Durata: 2h:06 - Spettatori: 1 100 | Germania | 3 - 2 | Italia        | 25-20, 20-25, 23-25, 25-21, 15-13 |
| 31 luglio 2023 Xihua University, Chengdu Durata: 1h:37 - Spettatori: 624   | Brasile  | 0 - 3 | Taipei cinese | 23-25, 20-25, 29-31               |
| 2 agosto 2023 Chengdu University, Chengdu Durata: 1h:15 - Spettatori: 900  | Germania | 3 - 0 | Taipei cinese | 25-21, 25-20, 25-20               |
| 2 agosto 2023 Xipu Campus, Chengdu Durata: 1h:13 - Spettatori: 1 612       | Italia   | 3 - 0 | Brasile       | 25-23, 25-13, 25-15               |

##### Classifica
| Pos. | Squadra       | Pt | G | V | P | SV | SP | Ratio | PF  | PS  | Ratio |
| ---- | ------------- | -- | - | - | - | -- | -- | ----- | --- | --- | ----- |
| 1.   | Germania      | 8  | 3 | 3 | 0 | 9  | 2  | 4,500 | 265 | 235 | 1,128 |
| 2.   | Italia        | 7  | 3 | 2 | 1 | 8  | 3  | 2,667 | 254 | 203 | 1,251 |
| 3.   | Taipei cinese | 3  | 3 | 1 | 2 | 3  | 6  | 0,500 | 186 | 222 | 0,838 |
| 4.   | Brasile       | 0  | 3 | 0 | 3 | 0  | 9  | 0,000 | 193 | 238 | 0,811 |

      Qualificata ai quarti di finale.
      Qualificata alle finali per il 9º posto.

### Fase finale

#### Finali 1º e 3º posto
|  | Quarti di finale | Quarti di finale | Quarti di finale |        |    | Semifinali | Semifinali | Semifinali |    |                 | Finale          | Finale          | Finale |  |
|  |                  |                  |                  |        |    |            |            |            |    |                 |                 |                 |        |  |
|  | 1A               | Polonia          | 3                |        |    |            |            |            |    |                 |                 |                 |        |  |
|  | 1A               | Polonia          | 3                |        |    |            |            |            |    |                 |                 |                 |        |  |
|  | 2C               | Ucraina          | 0                |        |    |            |            |            |    |                 |                 |                 |        |  |
|  | 2C               | Ucraina          | 0                |        | 1A | Polonia    | 3          |            |    |                 |                 |                 |        |  |
|  |                  |                  |                  |        | 1A | Polonia    | 3          |            |    |                 |                 |                 |        |  |
|  |                  |                  | 2B               | Iran   | 0  |            |            |            |    |                 |                 |                 |        |  |
|  | 2B               | Iran             | 2B               | Iran   | 0  | 3          |            |            |    |                 |                 |                 |        |  |
|  | 2B               | Iran             |                  |        |    |            |            |            |    |                 |                 |                 |        |  |
|  | 1D               | Germania         | 2                |        |    |            |            |            |    |                 |                 |                 |        |  |
|  | 1D               | Germania         | 2                |        | 1A | Polonia    | 0          |            |    |                 |                 |                 |        |  |
|  |                  |                  |                  |        |    |            |            |            |    |                 |                 |                 |        |  |
|  |                  |                  | 2D               | Italia | 3  |            |            |            |    |                 |                 |                 |        |  |
|  | 2D               | Italia           | 2D               | Italia | 3  | 3          |            |            |    |                 |                 |                 |        |  |
|  | 2D               | Italia           |                  |        |    | 3          |            |            |    |                 |                 |                 |        |  |
|  | 1B               | Argentina        | 1                |        |    |            |            |            |    |                 |                 |                 |        |  |
|  | 1B               | Argentina        | 1                |        | 2D | Italia     | 3          |            |    | Finale 3º posto | Finale 3º posto | Finale 3º posto |        |  |
|  |                  |                  |                  |        | 2D | Italia     | 3          |            |    |                 |                 |                 |        |  |
|  |                  |                  | 1C               | Cina   | 0  |            |            |            |    |                 |                 |                 |        |  |
|  | 2A               | Portogallo       | 1C               | Cina   | 0  | 0          |            |            | 2B | Iran            | 0               |                 |        |  |
|  | 2A               | Portogallo       |                  |        |    |            |            |            | 2B | Iran            | 0               |                 |        |  |
|  | 1C               | Cina             | 3                |        |    | 1C         | Cina       | 3          |    |                 |                 |                 |        |  |

##### Quarti di finale
| 4 agosto 2023 Chengdu University, Chengdu Durata: 1h:11 - Spettatori: 1 100 | Portogallo | 0 - 3 | Cina      | 23-25, 19-25, 17-25               |
| 4 agosto 2023 Xipu Campus, Chengdu Durata: 1h:10 - Spettatori: 1 580        | Polonia    | 3 - 0 | Ucraina   | 25-20, 25-16, 25-19               |
| 4 agosto 2023 Chengdu University, Chengdu Durata: 1h:43 - Spettatori: 850   | Italia     | 3 - 1 | Argentina | 23-25, 25-16, 25-23, 25-21        |
| 4 agosto 2023 Chengdu University, Chengdu Durata: 2h:14 - Spettatori: 910   | Iran       | 3 - 2 | Germania  | 29-27, 25-27, 28-26, 15-25, 15-13 |

##### Semifinali
| 5 agosto 2023 Xipu Campus, Chengdu Durata: 1h:10 - Spettatori: 1 628 | Polonia | 3 - 0 | Iran | 25-21, 25-22, 25-11 |
| 5 agosto 2023 Xipu Campus, Chengdu Durata: 1h:07 - Spettatori: 2 095 | Italia  | 3 - 0 | Cina | 25-19, 26-24, 25-15 |

##### Finale 3º posto
| 7 agosto 2023 Xipu Campus, Chengdu Durata: 1h:04 - Spettatori: 4 920 | Iran | 0 - 3 | Cina | 19-25, 18-25, 12-25 |

##### Finale
| 7 agosto 2023 Xipu Campus, Chengdu Durata: 1h:28 - Spettatori: 2 950 | Polonia | 0 - 3 | Italia | 23-25, 18-25, 26-28 |

#### Finali 5º e 7º posto
|  | Semifinali | Semifinali | Semifinali |           |    | Finale 5º posto | Finale 5º posto | Finale 5º posto |  |
|  |            |            |            |           |    |                 |                 |                 |  |
|  | 2C         | Ucraina    | 0          |           |    |                 |                 |                 |  |
|  | 2C         | Ucraina    | 0          |           |    |                 |                 |                 |  |
|  | 1D         | Germania   | 3          |           |    |                 |                 |                 |  |
|  | 1D         | Germania   | 3          |           | 1D | Germania        | 0               |                 |  |
|  |            |            |            |           | 1D | Germania        | 0               |                 |  |
|  |            |            | 1B         | Argentina | 3  |                 |                 |                 |  |
|  | 1B         | Argentina  | 1B         | Argentina | 3  | 3               |                 |                 |  |
|  | 1B         | Argentina  |            |           |    | 3               |                 |                 |  |
|  | 2A         | Portogallo | 0          |           |    | Finale 7º posto | Finale 7º posto | Finale 7º posto |  |
|  | 2A         | Portogallo | 0          |           |    |                 |                 |                 |  |
|  |            |            |            |           |    |                 |                 |                 |  |
|  |            |            |            |           |    | 2C              | Ucraina         | 2               |  |
|  |            |            |            |           |    | 2C              | Ucraina         | 2               |  |
|  |            |            |            |           |    | 2A              | Portogallo      | 3               |  |

##### Semifinali
| 5 agosto 2023 Chengdu University, Chengdu Durata: 1h:10 - Spettatori: 930 | Ucraina   | 0 - 3 | Germania   | 18-25, 22-25, 14-25 |
| 5 agosto 2023 Chengdu University, Chengdu Durata: 1h:21 - Spettatori: 600 | Argentina | 3 - 0 | Portogallo | 25-21, 25-19, 25-18 |

##### Finale 7º posto
| 6 agosto 2023 Chengdu University, Chengdu Durata: 2h:08 - Spettatori: 1 200 | Ucraina | 2 - 3 | Portogallo | 23-25, 19-25, 25-18, 25-23, 10-15 |

##### Finale 5º posto
| 6 agosto 2023 Chengdu University, Chengdu Durata: 1h:03 - Spettatori: 1 022 | Germania | 0 - 3 | Argentina | 17-25, 20-25, 16-25 |

#### Finali 9º e 11º posto
|  | Quarti di finale | Quarti di finale | Quarti di finale |               |    | Semifinali    | Semifinali | Semifinali |    |                  | Finale 9º posto  | Finale 9º posto  | Finale 9º posto |  |
|  |                  |                  |                  |               |    |               |            |            |    |                  |                  |                  |                 |  |
|  | 3A               | Corea del Sud    | 3                |               |    |               |            |            |    |                  |                  |                  |                 |  |
|  | 3A               | Corea del Sud    | 3                |               |    |               |            |            |    |                  |                  |                  |                 |  |
|  | 4C               | Azerbaigian      | 0                |               |    |               |            |            |    |                  |                  |                  |                 |  |
|  | 4C               | Azerbaigian      | 0                |               | 3A | Corea del Sud | 3          |            |    |                  |                  |                  |                 |  |
|  |                  |                  |                  |               | 3A | Corea del Sud | 3          |            |    |                  |                  |                  |                 |  |
|  |                  |                  | 3D               | Taipei cinese | 2  |               |            |            |    |                  |                  |                  |                 |  |
|  | 4B               | Rep. Ceca        | 3D               | Taipei cinese | 2  | 2             |            |            |    |                  |                  |                  |                 |  |
|  | 4B               | Rep. Ceca        |                  |               |    |               |            |            |    |                  |                  |                  |                 |  |
|  | 3D               | Taipei cinese    | 3                |               |    |               |            |            |    |                  |                  |                  |                 |  |
|  | 3D               | Taipei cinese    | 3                |               | 3A | Corea del Sud | 3          |            |    |                  |                  |                  |                 |  |
|  |                  |                  |                  |               |    |               |            |            |    |                  |                  |                  |                 |  |
|  |                  |                  | 4D               | Brasile       | 0  |               |            |            |    |                  |                  |                  |                 |  |
|  | 4D               | Brasile          | 4D               | Brasile       | 0  | 3             |            |            |    |                  |                  |                  |                 |  |
|  | 4D               | Brasile          |                  |               |    | 3             |            |            |    |                  |                  |                  |                 |  |
|  | 3B               | India            | 2                |               |    |               |            |            |    |                  |                  |                  |                 |  |
|  | 3B               | India            | 2                |               | 4D | Brasile       | 3          |            |    | Finale 11º posto | Finale 11º posto | Finale 11º posto |                 |  |
|  |                  |                  |                  |               | 4D | Brasile       | 3          |            |    |                  |                  |                  |                 |  |
|  |                  |                  | 3C               | Giappone      | 2  |               |            |            |    |                  |                  |                  |                 |  |
|  | 4A               | Hong Kong        | 3C               | Giappone      | 2  | 0             |            |            | 3D | Taipei cinese    | 0                |                  |                 |  |
|  | 4A               | Hong Kong        |                  |               |    |               |            |            | 3D | Taipei cinese    | 0                |                  |                 |  |
|  | 3C               | Giappone         | 3                |               |    | 3C            | Giappone   | 3          |    |                  |                  |                  |                 |  |

##### Quarti di finale
| 4 agosto 2023 Hongyi Gymnasium, Chengdu Durata: 1h:08 - Spettatori: 1 189 | Corea del Sud | 3 - 0 | Azerbaigian   | 25-21, 25-17, 25-19               |
| 4 agosto 2023 Xihua University, Chengdu Durata: 1h:58 - Spettatori: 763   | Brasile       | 3 - 2 | India         | 21-25, 25-23, 20-25, 25-19, 15-13 |
| 4 agosto 2023 Xihua University, Chengdu Durata: 1h:22 - Spettatori: 762   | Hong Kong     | 0 - 3 | Giappone      | 19-25, 21-25, 19-25               |
| 4 agosto 2023 Hongyi Gymnasium, Chengdu Durata: 2h:20 - Spettatori: 1 293 | Rep. Ceca     | 2 - 3 | Taipei cinese | 25-22, 18-25, 25-27, 25-16, 16-18 |

##### Semifinali
| 5 agosto 2023 Xipu Campus, Chengdu Durata: 1h:54 - Spettatori: 1 451        | Corea del Sud | 3 - 2 | Taipei cinese | 25-17, 16-25, 25-23, 21-25, 15-7  |
| 5 agosto 2023 Chengdu University, Chengdu Durata: 2h:04 - Spettatori: 1 080 | Brasile       | 3 - 2 | Giappone      | 25-20, 27-25, 18-25, 15-25, 16-14 |

##### Finale 11º posto
| 6 agosto 2023 Guanghua Campus, Chengdu Durata: 1h:04 - Spettatori: 1 500 | Taipei cinese | 0 - 3 | Giappone | 21-25, 11-25, 20-25 |

##### Finale 9º posto
| 6 agosto 2023 Guanghua Campus, Chengdu Durata: 1h:09 - Spettatori: 1 500 | Corea del Sud | 3 - 0 | Brasile | 25-21, 25-22, 25-16 |

#### Finali 13º e 15º posto
|  | Semifinali | Semifinali  | Semifinali |       |    | Finale 13º posto | Finale 13º posto | Finale 13º posto |  |
|  |            |             |            |       |    |                  |                  |                  |  |
|  | 4C         | Azerbaigian | 0          |       |    |                  |                  |                  |  |
|  | 4C         | Azerbaigian | 0          |       |    |                  |                  |                  |  |
|  | 4B         | Rep. Ceca   | 3          |       |    |                  |                  |                  |  |
|  | 4B         | Rep. Ceca   | 3          |       | 4B | Rep. Ceca        | 3                |                  |  |
|  |            |             |            |       | 4B | Rep. Ceca        | 3                |                  |  |
|  |            |             | 3B         | India | 0  |                  |                  |                  |  |
|  | 3B         | India       | 3B         | India | 0  | 3                |                  |                  |  |
|  | 3B         | India       |            |       |    | 3                |                  |                  |  |
|  | 4A         | Hong Kong   | 1          |       |    | Finale 15º posto | Finale 15º posto | Finale 15º posto |  |
|  | 4A         | Hong Kong   | 1          |       |    |                  |                  |                  |  |
|  |            |             |            |       |    |                  |                  |                  |  |
|  |            |             |            |       |    | 4C               | Azerbaigian      | 1                |  |
|  |            |             |            |       |    | 4C               | Azerbaigian      | 1                |  |
|  |            |             |            |       |    | 4A               | Hong Kong        | 3                |  |

##### Semifinali
| 5 agosto 2023 Xihua University, Chengdu Durata: 1h:17 - Spettatori: 782 | Azerbaigian | 0 - 3 | Rep. Ceca | 15-25, 26-28, 23-25        |
| 5 agosto 2023 Xihua University, Chengdu Durata: 1h:41 - Spettatori: 782 | India       | 3 - 1 | Hong Kong | 19-25, 26-24, 26-24, 25-16 |

##### Finale 15º posto
| 6 agosto 2023 Xihua University, Chengdu Durata: 1h:32 - Spettatori: 753 | Azerbaigian | 1 - 3 | Hong Kong | 18-25, 22-25, 25-18, 23-25 |

##### Finale 13º posto
| 6 agosto 2023 Hongyi Gymnasium, Chengdu Durata: 1h:13 - Spettatori: 1 434 | Rep. Ceca | 3 - 0 | India | 27-25, 25-13, 25-16 |

## Classifica finale
| Pos | Squadra       | Rosa |
| --- | ------------- | --- |
|     | Italia        | Formazione: 2 Porro, 3 Held, 6 Pol, 9 Recine, 11 Gardini, 13 Cortesia, 16 Salsi, 24 Catania, 25 Vitelli, 27 Caneschi, 29 Magalini, 31 Sala, CT: Fanizza                            |
|     | Polonia       | Formazione: 2 Czyżowski, 4 Kozub, 9 Sasak, 10 Gierżot, 11 Kogut, 13 Magnuszewski, 14 Abramowicz, 16 Woch, 17 Krysiak, 19 Dulski, 20 Szymura, 72 Poręba, CT: Luks                   |
|     | Cina          | Formazione: 1 Chen, 2 Wang H., 3 Zhang J., 4 Yu, 5 Wang B., 6 Deng, 7 Peng, 8 Li, 9 Wang D., 10 Zhang G., 11 Yang, 12 Hu, CT: Wu                                                   |
| 4.  | Iran          | Formazione: 1 Sadati, 4 Hosseinpour, 7 Farahani, 10 Norouzi, 11 Kamalabadi, 12 P. Momeni, 13 Mashhadi, 15 Behnezhad, 16 Sakhavi, 18 Molaabasi, 20 Heidari, CT: G. Momeni           |
| 5.  | Argentina     | Formazione: 2 Conde, 5 Ponzio, 6 Gómez, 7 Rojas, 8 Scarpa, 9 Díaz Bolli, 12 Balagué, 13 Gallardo, 14 Salazar, 20 Soria, 21 Novas, 77 Giraudo, CT: Darraidou                        |
| 6.  | Germania      | Formazione: 4 Dervisaj, 6 Graven, 8 John, 16 Peter, 19 Röhrs, 23 Goralik, 24 Burggräf, 29 Bogachev, 31 Böhme, 32 Kunstmann, 33 Torwie, 36 Karlitzek, CT: Steuerwald                |
| 7.  | Portogallo    | Formazione: 2 Sampaio, 5 Gomes, 7 Marques, 8 Figueiredo, 9 Azenha, 10 Brito, 12 Monteiro, 14 Cavalcanti, 15 Pombeiro, 17 Dias, 18 Oliveira, CT: Silva                              |
| 8.  | Ucraina       | Formazione: 1 Ostapenko, 3 Rjabov, 7 Jančuk, 8 Steblec′kyj, 9 Kryvobok, 11 Stepovyj, 13 Klepko, 21 Pampuško, 23 Velec′kyj, 25 Mazenko, 30 Miščenko, 42 Uryvkin, CT: Kovalenko      |
| 9.  | Corea del Sud | Formazione: 1 Park S.u., 3 Lee H.s., 5 Song, 6 Kim, 7 Park T.s., 10 Lee Y.s., 12 Lee J.y., 13 Jeong T.j., 15 Lee Y.r., 16 Jeong H.y., 18 Hong, 20 Shin, CT: Yang                   |
| 10. | Brasile       | Formazione: 4 Gonçalves, 5 Oliveira, 6 Ferreira, 7 dos Santos, 8 de Mattos, 9 Krauchuk, 10 Faccin, 11 Figueiredo, 12 Adami, 16 da Silveira, 18 Guedes, CT: Pontes                  |
| 11. | Giappone      | Formazione: 1 R. Yamamoto, 2 Oniki, 4 Mizumachi, 5 Someno, 6 Yamada, 7 Kai, 8 Nakashima, 9 Fujiwara, 10 Takaki, 13 Kawaguchi, 14 Tarumi, 16 Yasuhara, CT: K. Yamamoto              |
| 12. | Taipei cinese | Formazione: 1 Ko, 2 Jhang, 4 Chen, 7 Jackman, 8 Lei, 9 Hung, 10 Lin J.l., 12 Sung, 14 Chang, 15 Lin C., 19 Tseng, CT: Branislav                                                    |
| 13. | Rep. Ceca     | Formazione: 2 R. Šulc, 4 Dvořák, 7 M. Šulc, 8 Kunc, 9 Piskáček, 10 Římal, 11 Šábrt, 14 Janečka, 18 Svoboda, 19 Suda, 20 Trojanowicz, 21 Drahoňovský, CT: Vasina                    |
| 14. | India         | Formazione: 1 Kumar, 2 Gollahalli, 3 Pandiyaraj, 4 Choudhary, 5 Jaskaran, 7 Chaudhary, 8 Sawan, 10 Giri, 11 D. Singh, 12 Banjara, 13 Sahaya, 14 J. Singh, CT: Sundarasan           |
| 15. | Hong Kong     | Formazione: 3 Chiu, 4 Leung, 5 Wan, 7 Kwan, 8 Poon, 9 Au, 10 Tam, 11 Lam S.l., 12 Ching, 17 Lam Y.c., 19 Sio, 20 Cheung, CT: Yau                                                   |
| 16. | Azerbaigian   | Formazione: 2 Azimov, 4 Aghazada, 5 Ru. Aliyev, 6 Ra. Aliyev, 7 Gurskii, 8 Nikulenko, 10 Bunyatov, 11 Aghabayov, 12 Jenkel, 13 Rustamov, 14 Dunyamaliyev, 23 Daryayev, CT: Jalalov |

## Statistiche
| Rendimento individuale | Rendimento individuale | Rendimento individuale | Rendimento individuale |
| Pos.                   | Nome                   | Punti                  | Squadra                |
| ---------------------- | ---------------------- | ---------------------- | ---------------------- |
| 1                      | Chang Yu-sheng         | 127                    | Taipei cinese          |
| 2                      | Nuno Marques           | 113                    | Portogallo             |
| 3                      | Shin Ho-jin            | 101                    | Corea del Sud          |
| 4                      | Kotaro Kai             | 99                     | Giappone               |
| 5                      | Manuel Balagué         | 90                     | Argentina              |
| 6                      | Santhosh Sahaya        | 87                     | India                  |
| 7                      | Michał Gierżot         | 81                     | Polonia                |
| 8                      | Kiavash Heidari        | 80                     | Iran                   |
| 8                      | Giulio Magalini        | 80                     | Italia                 |
| 10                     | Dmytro Jančuk          | 79                     | Ucraina                |
| 10                     | Matheus Krauchuk       | 79                     | Brasile                |

| Attacchi vincenti | Attacchi vincenti | Attacchi vincenti | Attacchi vincenti |
| Pos.              | Nome              | Punti             | Squadra           |
| ----------------- | ----------------- | ----------------- | ----------------- |
| 1                 | Chang Yu-sheng    | 107               | Taipei cinese     |
| 2                 | Nuno Marques      | 102               | Portogallo        |
| 3                 | Shin Ho-jin       | 94                | Corea del Sud     |
| 4                 | Kotaro Kai        | 90                | Giappone          |
| 5                 | Santhosh Sahaya   | 82                | India             |
| 6                 | Kiavash Heidari   | 69                | Iran              |
| 6                 | Giulio Magalini   | 69                | Italia            |
| 8                 | Manuel Balagué    | 68                | Argentina         |
| 9                 | Michał Gierżot    | 67                | Polonia           |
| 9                 | Tam Chun-ho       | 67                | Hong Kong         |

| Muri vincenti | Muri vincenti     | Muri vincenti | Muri vincenti |
| Pos.          | Nome              | Punti         | Squadra       |
| ------------- | ----------------- | ------------- | ------------- |
| 1             | Jeong Tae-jun     | 20            | Corea del Sud |
| 2             | Mateusz Poręba    | 19            | Polonia       |
| 3             | Matías Giraudo    | 16            | Argentina     |
| 4             | Lukáš Trojanowicz | 15            | Rep. Ceca     |
| 5             | Eduardo Brito     | 14            | Portogallo    |
| 5             | Lorenzo Cortesia  | 14            | Italia        |
| 5             | Alireza Farahani  | 14            | Iran          |
| 8             | Martin Šábrt      | 13            | Rep. Ceca     |
| 9             | Chang Yu-sheng    | 12            | Taipei cinese |
| 9             | Matheus Krauchuk  | 12            | Brasile       |
| 9             | Peng Shikun       | 12            | Cina          |
| 9             | Simon Torwie      | 12            | Germania      |

| Battute vincenti | Battute vincenti | Battute vincenti | Battute vincenti |
| Pos.             | Nome             | Punti            | Squadra          |
| ---------------- | ---------------- | ---------------- | ---------------- |
| 1                | Manuel Balagué   | 12               | Argentina        |
| 1                | Michał Gierżot   | 12               | Polonia          |
| 3                | Lorenzo Sala     | 10               | Italia           |
| 4                | Francesco Recine | 9                | Italia           |
| 5                | Chang Yu-sheng   | 8                | Taipei cinese    |
| 5                | Sameer Chaudhary | 8                | India            |
| 5                | Pedro Ferreira   | 8                | Brasile          |
| 5                | Damian Kogut     | 8                | Polonia          |
| 5                | Aman Kumar       | 8                | India            |
| 10               | Lorenzo Cortesia | 7                | Italia           |
| 10               | Bruno Dias       | 7                | Portogallo       |
| 10               | Kotaro Kai       | 7                | Giappone         |